# Pseudolarentia arenaria
Pseudolarentia arenaria là một loài bướm đêm trong họ Geometridae.